# Güllüce, Yüksekova
Güllüce là một xã thuộc huyện Yüksekova, tỉnh Hakkâri, Thổ Nhĩ Kỳ.